# Fly (2021)
Fly ist ein deutscher Tanzfilm der Regisseurin Katja von Garnier aus dem Jahr 2021.

## Handlung
Die junge Paketzustellerin Rebecca „Bex“ Anderson sitzt wegen grob fahrlässiger Körperverletzung im Gefängnis, nachdem sie einen schweren Verkehrsunfall verursacht hat. Wegen schlechter Führung wird sie verpflichtet, an Resozialisierungsmaßnahmen teilzunehmen. Lehnt sie das ab, droht ihr die Verlegung in ein Gefängnis mit härteren Haftbedingungen. Seniorenbetreuung oder die Reinigung von Parkanlagen ruft bei Bex jedoch keine Begeisterung hervor. Währenddessen droht dem Tanz-Resozialisierungsprogramm der Verwaltungsmitarbeiterin Sara Liebmann das Aus, nachdem die Teilnehmer erneut einen Tanzlehrer vergrault haben. Auch glaubt der Senatsmitarbeiter Hartmann wenig an die Wirksamkeit der Resozialisierungsmaßnahme. Sara sucht die Hilfe ihrer Freundin Ava Rahman. Diese war früher Profitänzerin und bestreitet nach einer Verletzung nun ihren Lebensunterhalt als Taxifahrerin. Widerwillig stimmt Ava zu und trifft in der Gruppe auf Bex, die von Dr. Goldberg mit der Aussicht auf einen Tag Freigang pro Woche zur Teilnahme am Tanzprogramm überredet wurde. Die Gruppe besteht aus Insassen mit regelmäßigem Freigang und Straftätern auf Bewährung, viele davon Wiederholungstäter. Die Teilnehmer sind talentierte Streetdancer und Ava soll ihnen dabei helfen, mit Hilfe des Tanzes eine Zukunftsperspektive zu entwickeln. Anders als ihr Vorgänger Grzibowski begegnet Ava den Teilnehmern auf Augenhöhe, aber auch mit Selbstbewusstsein und Stärke.
Langsam erarbeitet Ava sich den Respekt der Gruppe und schafft es auch, dass sich Bex langsam öffnet. Ava versucht gemeinsam mit den Tänzern ihren Traum von einem urbanen Tanztheater für Streetdance umzusetzen. Dieses soll in der Brandruine entstehen, in der Avas Bruder „Nouri“ Noureddin ums Leben gekommen ist. Denn Hartmann verkündet zwar den Abriss des Gebäudes, stellt aber auch einen Neubau mit einer öffentlichen Nutzung in Aussicht, der nach dem besten Vorschlag umgesetzt werden soll. Der erste Antrag der Gruppe wird allerdings umgehend abgelehnt.
Auf einem der Freigänge kommen sich Bex und Jay näher. Jedoch findet Bex kurz darauf heraus, dass der schwer verletzte Fahrer des gegnerischen Fahrzeugs Jays Bruder André ist. Als sich die Gruppe mit den Floating Strides zu einem Dancebattle trifft, erscheinen dort auch Hartmann und Jays Bruder. Bex verliert die Nerven und das freundschaftliche Kräftemessen im Tanz endet in einem riesigen Durcheinander und in lautem Streit. Nach diesem Abend findet Bex jedoch endlich die Zeit, um ihre Vergangenheit aufzuarbeiten und André einen Brief zu schreiben. Sie bringt ihm den Brief persönlich ins Krankenhaus, wo sie kurz darauf auch auf Jay trifft. Dieser ist zuerst ablehnend wie sein Bruder und lässt Bex wortlos vor dem Krankenhaus stehen. Kurz darauf besucht er jedoch Bex, als diese beim Müllsammeln im Park ist und die beiden versöhnen sich.
Die Gruppe will sich mit Hartmanns Absage und der Einstellung des Resozialisierungsprogramms nicht abfinden. Zuerst überzeugen sie Ava, die persönlich mit Hartmann spricht und ihm die Beziehung zur Brandruine in der Bürknerstraße erklärt. Sie erreicht, dass die Gruppe zum Wettbewerb zugelassen wird. Mit einem Auftritt, dessen Choreografie die Gruppe ohne Avas Hilfe einstudiert hat, gewinnen die Streetdancer den Wettbewerb.

## Produktion
Fly wurde als Gemeinschaftsproduktion von Westside Filmproduktion, Studiocanal Berlin, SevenPictures Film, Unicorn Pictures und Rat Pack Filmproduktion verwirklicht.
Die Dreharbeiten fanden 2019 in Berlin und München unter dem Arbeitstitel Fly – Der Tanzfilm statt.

## Hintergrund
Katja von Garnier drehte 1997 bereits einen Film mit Bezug zum Gefängnis und zur Kunst. In Bandits brechen die vier Mitglieder einer Gefängnisband aus der Haft aus und fliehen quer durch Deutschland. Von den vier Hauptdarstellerinnen Jasmin Tabatabai, Nicolette Krebitz, Katja Riemann und Jutta Hoffmann haben Tabatabai, Krebitz und Riemann ebenfalls eine Rolle in Fly.

## Kritiken
„Ein mageres Skript wird durch gelungene Tanzszenen und eine engagierte Hauptdarstellerin aufgewertet: „Fly“ ist zwar kein Ausnahmetitel im Tanzfilmgenre, wohl aber einer, der ausreichend tänzerische Glanzmomente aufweist, um nicht in der Masse an Genrevertretern unterzugehen.
Das Drehbuch von Daphne Ferraro nach einem Konzept von Paula Romy und von Garnier kann [...] nicht mit den erzählerischen Ambitionen von „Bandits“ mithalten.“